# 三番町 (千代田區)
三番町（日语：／ Sanbanchō */?）是東京都千代田區的町名。人口2,918人。郵遞區號是102-0075。

## 地理
位於千代田區西部。北鄰九段北，東接皇居、千鳥淵、北之丸公園。南臨一番町。西連四番町。
過去是九段的九段坂上交差點與半藏門交差點的麴町間，沿内堀通興建的山之手住宅區，與其他千代田住宅區一樣隨產業發展逐漸變為辦公商區，另有公務員宿舎、高層住宅、以及桂宮邸在內的少數民家。
内堀通西側是教育機關、商業設施、高層住宅等混合區域，僅存的民家也陸續改建成高層建築。

## 歷史
江戶時代，此地武家屋敷林立。1793年（寛政5年），塙保己一在此地開設和學講談所。幕末的兵學者村田藏六（即大村益次郎）也在此開設鳩居堂講授蘭學。1877年（明治10年），漢學者三島中洲開設二松學舍（之後的二松學舍大學），繼承此地的文教風氣。
明治時期，過去的武家屋敷逐漸變成伯爵、子爵等華族與政府官員的宅邸。
東鄉平八郎在1881年（明治14年）至1934年（昭和9年）的五十三年間定居於此。宅邸舊址為現在的東鄉元帥紀念公園，與四番町交界的坂也命名為 「東鄉坂」。
此外，永井荷風、國木田獨步等文人也是此地居民。與謝野鐵幹曾落腳此地，並創刊雜誌《明星》。

### 地名由來
因護衛將軍的「三番組」住所而得名。

### 沿革
1869年（明治2年）成立三番町。

## 設施
- 三番町飯店（三番町ホテル）

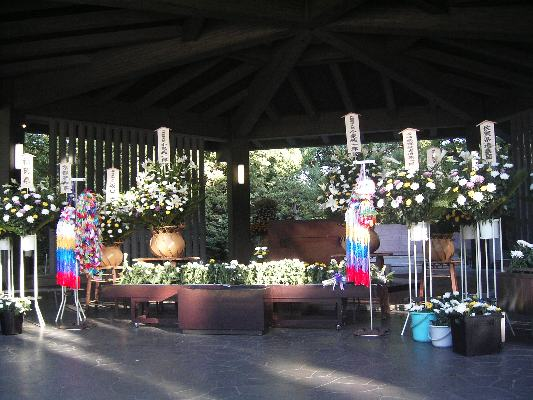
千鳥淵戰歿者墓苑
- 千鳥淵綠道（日语：千鳥ヶ淵緑道）
- 教廷大使館（日语：駐日本国バチカン市国大使館）
- 香港駐東京經濟貿易辦事處
- 宮內廳長官公邸、宮内廳侍從長公邸
- 大妻女子大學、學校法人大妻學院（学校法人大妻学院）本部
- 大妻中學校、高等學校（日语：大妻中学校・高等学校）
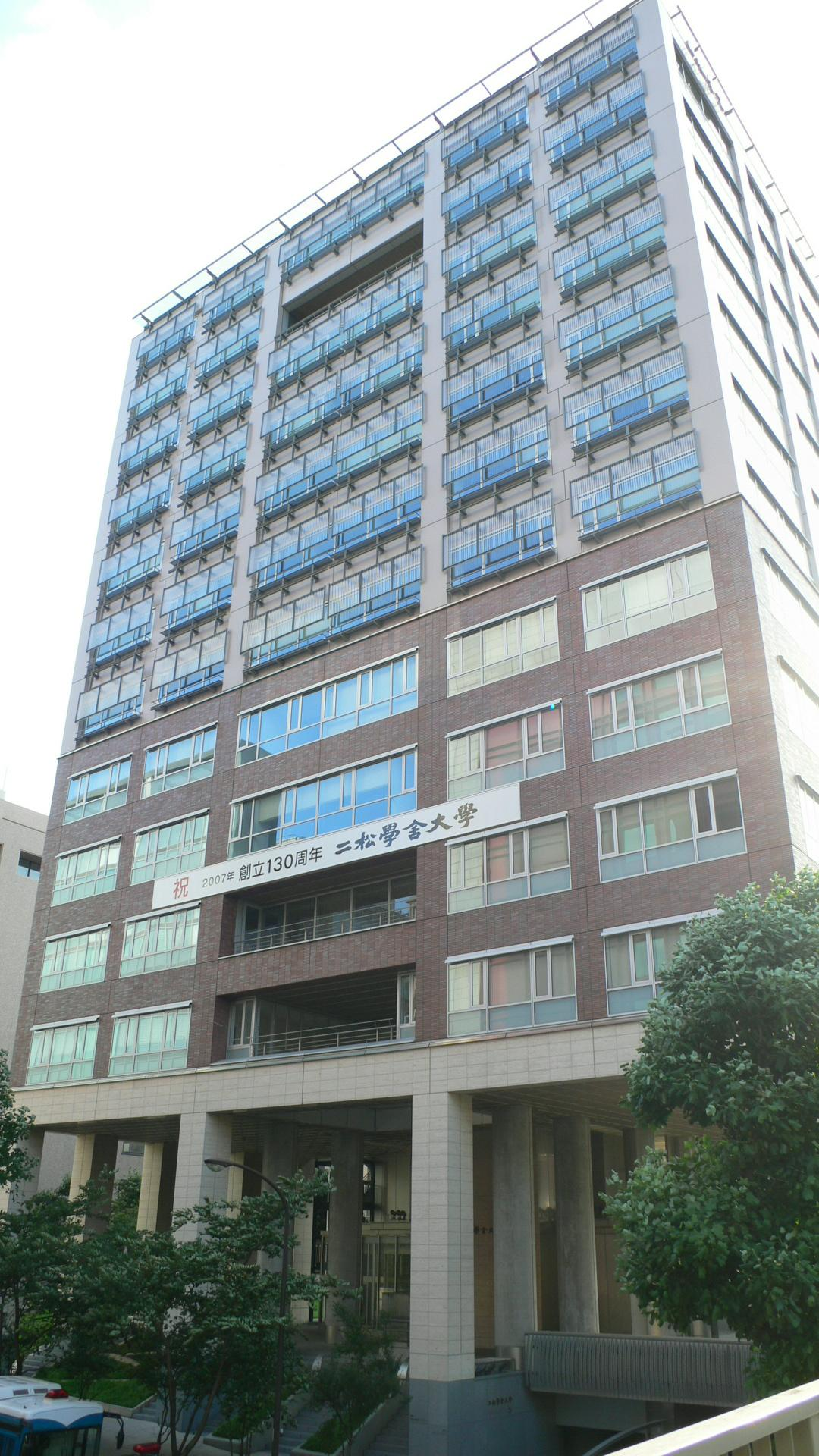
二松學舍大學九段校區（本部）
- 東京家政學院大學
- 東京家政學院高等學校（日语：東京家政学院中学校・高等学校）
- 千代田區立九段小學校（千代田区立九段小学校）
- 千代田年金事務所
- nac Image Technology（日语：ナックイメージテクノロジー）
- 東鄉元帥紀念公園
- 全日本吹奏樂聯盟
- 警察共濟組合（日语：警察共済組合）本部

- 千鳥淵戰歿者墓苑
- 二松學舍大學九段校區

## 備註
1. ↑  .   [2013-08-01]. （原始内容存档于2020-05-03）.
2. ↑  .   [2013-08-12]. （原始内容存档于2013-11-10）.